# Королева Джханси
Королева Джханси (IAST: Ek Veer Stree Ki Kahaani...Jhansi Ki Rani, хинди एक वीर स्त्री कि कहानी … ..झाँसी कि रानी, там. ஜான்சி ராணி ... ஒரு வீரப்பெண்ணின் கதை, англ. The Story of a Brave Woman... The Queen of Jhansi, каз. Үнді патшайымы) — популярный индийский исторический телесериал.

## Сюжет
История жизни и смерти женщины — национальной героини Индии. Она проходит путь от дочери брахмана Ману до правительницы княжества Джханси Лакшми-баи. В телесериале показаны разные стороны личности Лакшми-баи — она предстает как дочь, жена, мать, правитель и воительница. Став женой и вдовой правителя, она пытается отстаивать независимость княжества Джханси от Английской Ост-Индской компании законным образом, но вероломство маркиза Дальгаузи вынуждает её стать одним из руководителей Сипайского восстания. Во время него Лакшми-баи и умирает получив смертельные раны в бою под Гвалиором. Чтобы англичане не смогли доказать факт её смерти и повлиять на восставших по указанию правительницы её труп был тайно сожжен на погребальном костре. В финальном эпизоде главная героиня встречает своего покойного мужа и обретает бессмертие.

## Актёры и роли
| Роль                         | Актёр                         | Описание |
| ---------------------------- | ----------------------------- | --- |
| Моропант Тамби               | Шайлеш Даттар                 | Брахман, отец Ману. Дает ей образование, чтобы выдать замуж за правителя.                                                                                               |
| Бхагирати Тамби              | Ева Гровер                    | Мать Ману, жена Моропанта Тамби. Умерла, когда дочь была совсем маленькой.                                                                                              |
| Ману (Лакшми-баи подросток)  | Улка Гупта                    | Дочь брахмана. |
| Лакшми-баи                   | Кратика Сенгар                | Жена и вдова правителя княжества Джханси. |
| Гангадар Рао                 | Самир Дхармадикари            | Правитель княжества Джханси, муж Лакшми-баи. |
| Дамодар Рао                  | Приям Амбалиа / Ариан Агравал | Приемный сын Гангадара Рао и Лакшми-баи. |
| Нарсингхрао                  | Динеш Каушик                  | Премьер-министр княжества Джханси. |
| Рана Банкура / Джхалкари-баи | Ишита Вьяс                    | Жена артиллериста из армии Лакшми-баи, принимала участие в сражениях. Во время битвы за Джханси помогла своей королеве бежать в Калпи благодаря сходству с ней.         |
| Баджи Рао II                 | Равиндра Манкани              | Премьер-министр (пешва) Маратхской конфедерации. |
| Мангал Пандей                | Арав Чоудхари                 | Сипай из Бенгалии, участвовавший в нападении на английских офицеров в 1857 году, которое стало началом Сипайского восстания. Сторонник независимой Индии.               |
| Нана Сахиб                   | Шахиир Шейх / Сатьяджит Дубе  | Приемный сын и наследник Баджи Рао II, один из руководителей Сипайского восстания. Хотел восстановить Государство маратхов в прежних границах. В детстве дружил с Ману. |
| Тантия Топи                  | Амит Пачори                   | Один из руководителей Сипайского восстания, соратник Нана Сахиба. Учитель Ману. Присоединился к Лакшми-баи в Калпи.                                                     |
| Джияджи Скиндия              | -                             | Махараджа княжества Гвалиор, союзник британцев. |
| Динкар Рао                   | -                             | Премьер-министр (диван) в княжестве Гвалиор, союзник англичан. |
| Джон Лэнг                    | Бен Каплан                    | Австралийский адвокат, представлявший интересы княгини Джханси. |
| Хью Роуз                     | Томас Манро                   | Английский лорд, генерал, руководитель английских войск, занимавшихся подавлением Сипайского восстания.                                                                 |
| Чарльз Джон Каннинг          | -                             | Генерал-губернатор Индии во время Сипайского восстания. |
| маркиз Дальгаузи             | Гэри Ричардсон                | Генерал-губернатор Индии накануне Сипайского восстания, проводил политику аннексии индийских княжеств.                                                                  |
| Королева Виктория            | -                             | Глава Соединенного королевства Великобритании и Ирландии, позднее — императрица Индии.                                                                                  |

## Награды
| Премия                                        | Год  | Номинация                                                                                    | Победитель                                                                      |
| --------------------------------------------- | ---- | -------------------------------------------------------------------------------------------- | ------------------------------------------------------------------------------- |
| Indian Telly Awards                           |      |                                                                                              |                                                                                 |
| Indian Telly Awards                           | 2009 | Лучшее историческое шоу / Best Historical Show                                               | Королева Джханси (сериал)                                                       |
| Indian Telly Awards                           | 2009 | Лучшая видеосъемка (художественная)/ Best Videography(Fiction)                               | Дипак Пандей                                                                    |
| Indian Telly Awards                           | 2009 | Лучший стилист / Best Stylist                                                                | Ниру Шах                                                                        |
| Indian Telly Awards                           | 2009 | Лучший художник-постановщик / Art Direction (Set Designing)                                  | Сандеш Гондхалекар (за сериалы «Jhansi Ki Rani» & «Chokkas Bharradwaj — Meera») |
| Indian Telly Awards                           | 2010 | Самое популярное историческое/мифологическое шоу / Most Popular Historical/Mythological Show | Королева Джханси (сериал)                                                       |
| Indian Telly Awards                           | 2010 | Самый популярный ребёнок-артист / Most Popular Child Artist                                  | Улка Гупта                                                                      |
| Indian Telly Awards                           | 2010 | Лучшие костюмы / Best Costumes (Costumes for a TV Programme)                                 | Нихат Марьям Нирушах                                                            |
| Indian Telly Awards                           | 2010 | Лучшая видеосъемка (художественная)/ Best Videography(Fiction)                               | Дипак Пандей                                                                    |
| Indian Telly Awards                           | 2010 | Лучший автор телевизионных песен / Best TV Lyricist                                          | Маирадж Заиди                                                                   |
| Indian Telly Awards                           | 2011 | Самое популярное историческое/мифологическое шоу / Most Popular Historical/Mythological Show | Королева Джханси (сериал)                                                       |
| Indian Television Academy Awards              |      |                                                                                              |                                                                                 |
| Indian Television Academy Awards              | 2010 | Лучшее историческое/мифологическое шоу / Best Historical/Mythological Show                   | Королева Джханси (сериал)                                                       |
| Zee Rishtey Awards                            |      |                                                                                              |                                                                                 |
| Zee Rishtey Awards                            | 2010 | Специальный приз за самый популярный характер / Special Award for Most Popular Character     | Улка Гупта                                                                      |
| Zee Rishtey Awards                            | 2010 | Favourite Beti                                                                               | Улка Гупта                                                                      |
| Zee Rishtey Awards                            | 2010 | Любимый сериал / Favourite Serial                                                            | Королева Джханси (сериал)                                                       |
| Zee Gold Awards                               |      |                                                                                              |                                                                                 |
| Zee Gold Awards                               | 2010 | Лучшая видеосъемка (художественная)/ Best Videography(Fiction)                               | Дипак Пандей                                                                    |
| Zee Gold Awards                               | 2010 | Лучший художник-постановщик / Best Art Direction                                             | Сандеш Гондхалекар                                                              |
| Zee Gold Awards                               | 2010 | Лучший монтаж / Best Editing                                                                 | -                                                                               |
| Zee Gold Awards                               | 2010 | Исполнитель года / Performer of the Year                                                     | Улка Гупта                                                                      |
| The Global Indian Film and Television Honours |      |                                                                                              |                                                                                 |
| The Global Indian Film and Television Honours | 2011 | Лучший художник-постановщик / Best Art Direction                                             | Сандеш Гондхалекар                                                              |
| The Global Indian Film and Television Honours | 2011 | Best Fresh New Face (Female)                                                                 | Кратика Сенгар                                                                  |
| New Talent Awards                             |      |                                                                                              |                                                                                 |
| New Talent Awards                             | 2010 | Editor`s Choice Most Popular New Historical/Mythological Show                                | Королева Джханси (сериал)                                                       |
| FICCI Award                                   |      |                                                                                              |                                                                                 |
| FICCI Award                                   | 2010 | Лучший артист года / Best Entertainer of the Year                                            | Улка Гупта                                                                      |
| Madhavrao Scindia Leadership Awards           |      |                                                                                              |                                                                                 |
| Madhavrao Scindia Leadership Awards           | 2010 | Лучшая актриса телевидения / Best Television Actress                                         | Кратика Сенгар                                                                  |
| BIG Television Awards                         |      |                                                                                              |                                                                                 |
| BIG Television Awards                         | 2011 | Убедительный женский характер (художественный) / Veer Character Female (Fiction)             | Кратика Сенгар                                                                  |

## Показ
В России телесериал транслировался по Zee TV на русском языке, но был сокращён до 350 серий.
В Казахстане телесериал показывается на казахском языке по телеканалу «Astana TV» с 14 февраля 2013 года. Хронометраж серий составляет 40 минут, благодаря чему их количество сократилось до 450.